# Solenopsis deserticola
Solenopsis deserticola är en myrart som beskrevs av Mikhail Dmitrievich Ruzsky 1905. Solenopsis deserticola ingår i släktet eldmyror, och familjen myror. Inga underarter finns listade i Catalogue of Life.